# Charles Angélique François Huchet de La Bédoyère
Charles Angélique François Huchet de La Bédoyère, född den 17 april 1786 i Paris, död där den 19 augusti 1815, var en fransk greve och militär.
La Bédoyère ingick vid 20 års ålder i hären, deltog med utmärkelse i fälttågen i Preussen och Polen (1806–1807) samt blev adjutant åt Jean Lannes och 1809 åt Eugène de Beauharnais. Som överste utmärkte han sig synnerligen vid Lützen och Bautzen (1813). Under den första restaurationen rönte han många prov på de styrandes välvilja, men vid Napoleons återkomst från Elba (mars 1815) övergick han genast till denne och drog därigenom hela armén med sig. Han blev divisionsgeneral, pär av Frankrike och kejsarens adjutant. Efter Waterloo måste han en tid hålla sig dold i Auvergne, men begav sig oförsiktigt nog till Paris för att säga farväl åt sin familj, då han ämnade lämna Frankrike. Han blev då arresterad, ställdes inför en krigsrätt, dömdes till döden och arkebuserades.